# Georg von Hauberrisser
Georg Joseph Hauberrisser, od 1901 Georg Ritter von Hauberrisser (ur. 19 marca 1841 w Grazu – zm. 17 maja 1922 w Monachium) – austriacko-niemiecki budowniczy i architekt, przedstawiciel stylów historycznych.

## Życiorys
Był synem pochodzącego z Erbach (dziś dzielnica Eltville am Rhein) w Hesji mistrza budowlanego Georga Haberrissera starszego, od 1811 mieszkającego w Grazu. Katolik. Rozpoczął studia w zakresie architektury już w Grazu, w tamtejszym Joanneum (późniejsza Wyższa Szkoła Techniczna). Od 1862 w Monachium, gdzie studiował architekturę u Gottfrieda von Neureuthera, Georga Friedricha Zieblanda i Ludwiga Lange. Później przeniósł się do Berlina, gdzie jego nauczycielami byli Johann Heinrich Strack i Karl Bötticher. W końcu w Wieniu doskonalił swój fach u Friedricha von Schmidta, pod którego wpływem ukształtował swoje zamiłowanie do neogotyku. W 1866 osiadł w Monachium, gdzie rozpoczął swą działalność zawodową. W czasie swojego długiego życia zaprojektował i nadzorował budowy wielu obiektów, uznawanych dziś za czołowe przykłady historyzmu w architekturze. Większość jego budowli prezentuje neogotyk.
Wiele podróżował po krajach niemieckich i ówczesnej Austrii, co miało związek z prowadzonymi przez niego pracami. 1 stycznia 1868 ożenił się z Marią z domu Wessely. Miał z nią ośmioro dzieci, z których jeden z synów, Heinrich Hauberrisser (1872-1945), był również architektem.
Za swe zasługi w 1871 otrzymał złoty medal w Monachium. W 1873 r. zdobył medal honorowy w dziedzinie architektury na Wystawie Światowej w Wiedniu. Od 1874 był członkiem honorowym Akademii Sztuk Pięknych w Monachium, a od 1876 jej profesorem. Posiadał również tytuł doktora honoris causa ówczesnej Wyższej Szkoły Technicznej w Grazu.
Był odznaczony austriackim Orderem Korony Żelaznej, pruskim Orderem Korony i bawarskim Orderem Maksymiliana za Naukę i Sztukę.
Posiadał honorowe obywatelstwo miast Monachium i Kaufbeuren.
Został pochowany na Starym Cmentarzu Południowym w Monachium.

## Główne dzieła
- Nowy Ratusz w Monachium (1867-1909);
- Nowy Ratusz w Kaufbeuren (1879-1881);
- Kościół Serca Jezusowego w Grazu (1881-1891)
- Nowy Ratusz w Wiesbaden (1883-1887);
- Neorenesansowy pałacyk Holdereggen w Lindau nad Jeziorem Bodeńskim (1887-1890);
- Ratusz św. Jana w Saarbrücken (1897-1900);
- kościół św. Pawła w Monachium (1892-1906);
- częściowa przebudowa zamku w Bruntálu dla Eugeniusza Habsburga (1894);
- przebudowa zamku zakonu krzyżackiego w Bouzovie na Morawach (1896-1901).